# Beduíni

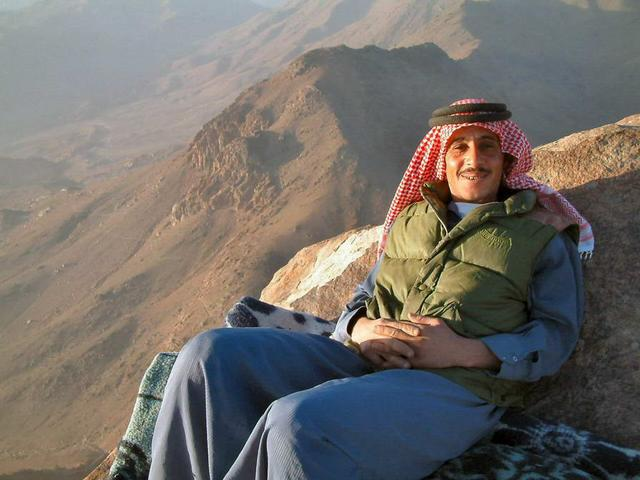
Beduín odpočívající na sinajské hoře

Beduíni (z arabského بدوي‎ badawí - neusazení, nomadští; pl. bedu) jsou příslušníci arabských nomádských kmenů obývajících převážně pouště. Beduínské kmeny se vyskytují od atlantického pobřeží Sahary, přes Západní poušť v severní Africe, Sinajskou a Negevskou poušť až k Arabské poušti. Za beduíny také někdy bývají označována nearabská kočovná etnika, zejména Badžové, žijící na africké straně Rudého moře.

## Tradiční beduínská kultura
Beduíni se tradičně dělí do příbuzných kmenů. Tyto kmeny jsou organizovány na několika úrovních, které lakonicky vystihuje beduínské pořekadlo:
„Já proti mému bratrovi, já a moji bratři proti našim bratrancům, já, moji bratři a naši bratranci proti celému světu.“
Tohle vypovídá o významu hierarchie založené na blízkém příbuzenství, přičemž základní společenskou jednotkou je rodina, ze kterých se dále skládá kmen a nakonec stojí etnické či jazykové skupiny, které jsou vzájemně příbuzné. Nejužší rodina (známa jako bajt بيت‎ – dům, eventuálně stan) se skládá z manželského páru, popřípadě ještě ze sourozenců či starých rodičů a dětí.
Beduíni se tradičně živí polokočovným farmařením. Každoročně se kmen přesouvá od vody k vodě a zemědělským zdrojům. Mezi majetek mocnějších kmenů patří také velká stáda velbloudů, zatímco chudší kmeny ženou ovce a kozy. Pokud je zdrojů dostatek, kočuje několik kmenů pohromadě. Tyto kmenové svazy byly spojeny patriarchálními pouty, ale také často vzájemnými sňatky, známostmi, nebo prostým, ne zcela jasně definovaným, sdíleným členstvím kmenů.

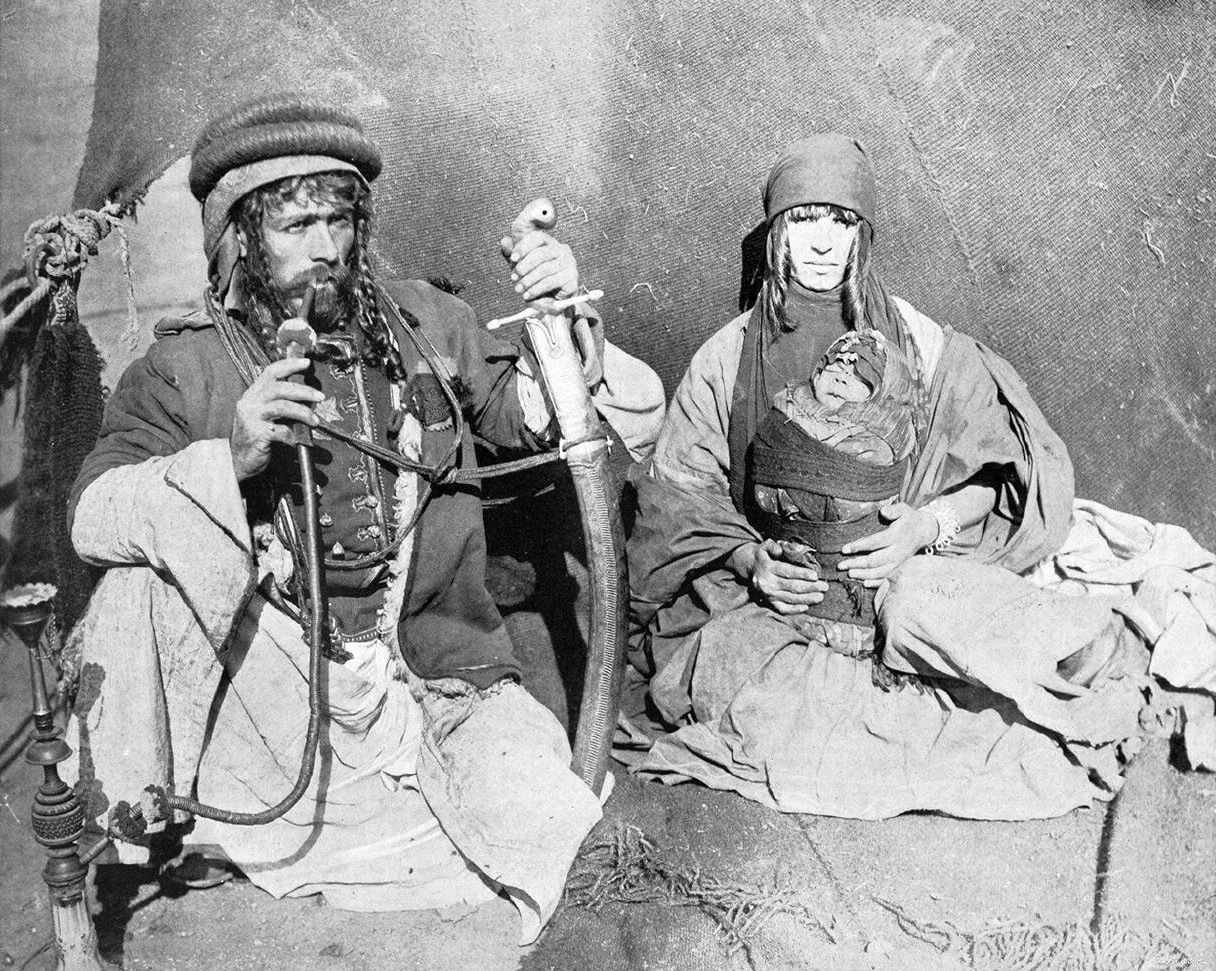
Syrská beduínská rodina, 1893

Beduínský kmen je veden staršinou, čili šejkem. Celý kmen často odvozuje svůj původ od jednoho společného předka. Mezi beduíny má velmi silný vliv kodex cti a tradiční systém spravedlnosti se v beduínské společnosti točí kolem zvykových kodexů. Například Biša'a (ordál ohněm) je praktikovaná některými beduínskými kmeny a užívá se ke zjištění, zda vyšetřovaný mluví pravdu.

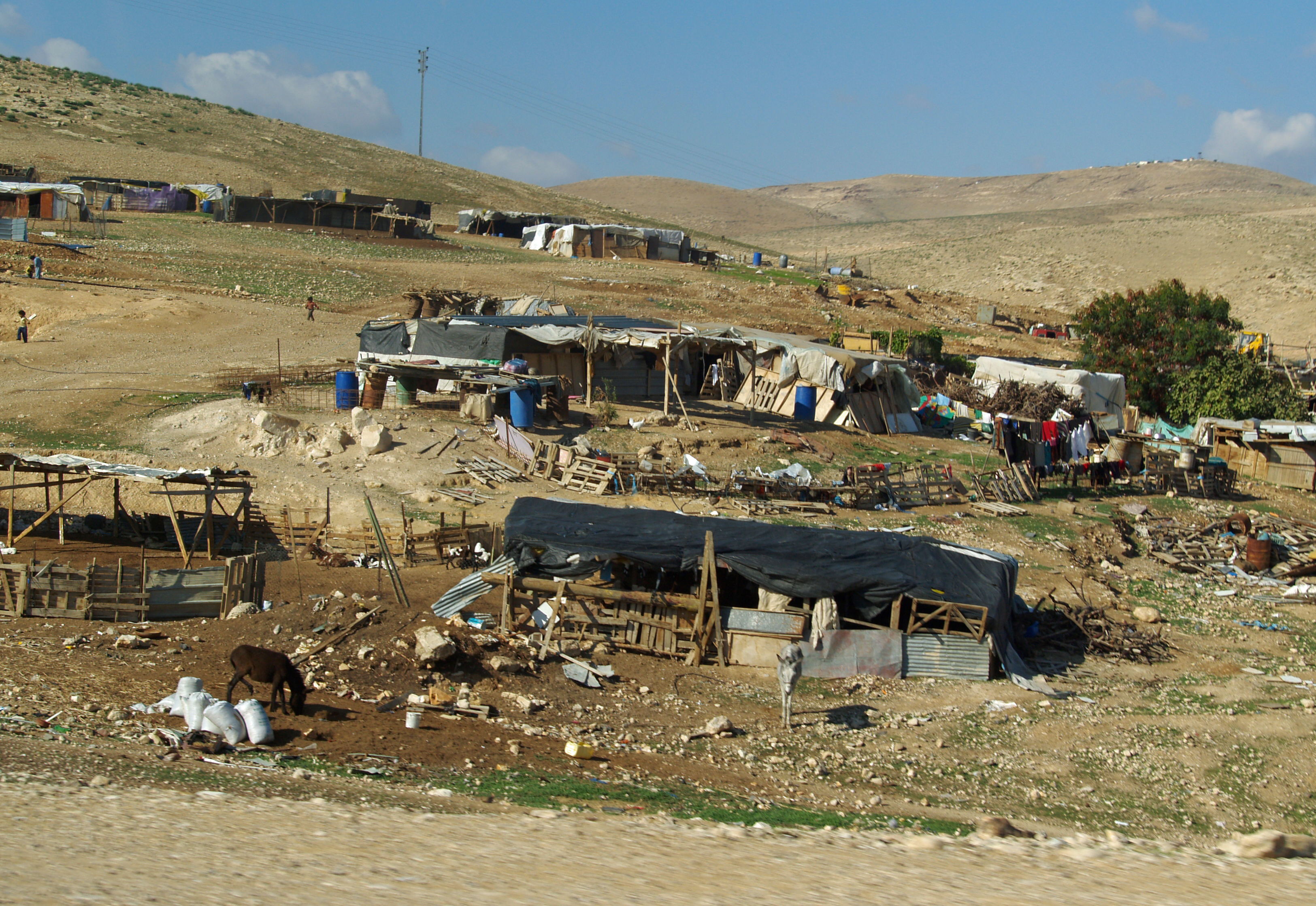
Beduínská usedlost v Judsku

### Měnící se způsob života
V průběhu padesátých a šedesátých letech 20. století mnoho příslušníků beduínských kmenů opustilo kmeny a jejich tradiční kočovný způsob života a odstěhovalo se do měst. To mělo za následek snížení populace nomádských kmenů a v konečném důsledku také zmenšení zemědělsky využitelných pastvin, neboť kmen, který ztratil část svých lidí, se nemohl starat o rozsáhlá území. Mnoho beduínských kmenů proto zaniklo, například v Sýrii, kde byli beduíni donuceni skončit s tradičním způsobem života a odejít do měst a najít si práci. Podobná vládní politika byla i v Izraeli a Egyptě, v Libyi a v Perském zálivu, kde musela beduínská území ustoupit těžbě ropy. Také touha po lepší životní úrovni způsobila, že se příslušníci beduínských kmenů přihlásili k občanství států, na jejichž území žijí, spíše než k příslušnosti k nomádskému kmenu.

### Literatura

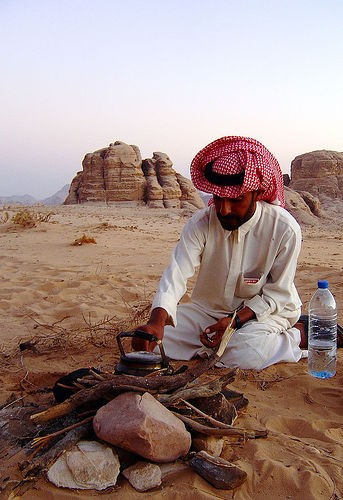
Mladý Beduín rozdělávající oheň v táboře ve Wadi Rum, Jordánsko